# MC Júnior & MC Leonardo
MC Júnior & MC Leonardo é uma dupla de funk carioca, autora de clássicos do estilo como Rap do Centenário e do Rap das Armas, considerado um dos funks mais tocados em todos os tempos no país.

## MC Leonardo

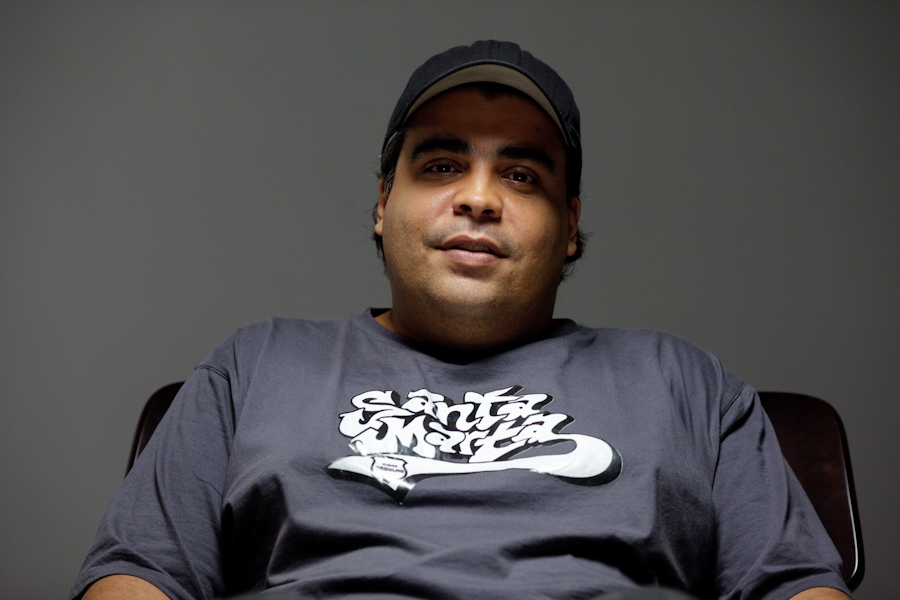
MC Leonardo em 2010

MC Leonardo nasceu e cresceu na favela da Rocinha em 1975, a maior favela do Brasil, que fica localizada na Zona Sul do Rio de Janeiro. Trabalha com funk desde sua juventude e montou uma dupla com seu irmão, MC Junior. Em 2007, o filme Tropa de Elite reviveu dois sucessos da dupla, "Rap das Armas" (1995) e "Nossa Bandeira".
O artista, que nasceu com problemas de formação no fêmur, fez mais de 15 cirurgias e teve seus estudos dificultados por esse processo, tendo concluído apenas o primário. Apesar disso, relata que foi salvo pelos livros e aprendeu a ler muito bem. Leonardo faz uma defesa de que o funk não seria marginalizado se não fosse o preconceito que a mídia e os ricos tratam ele, de forma irresponsável. Ele é casado desde os 21 anos de idade.   